# کروموزوم ۶ (انسان)

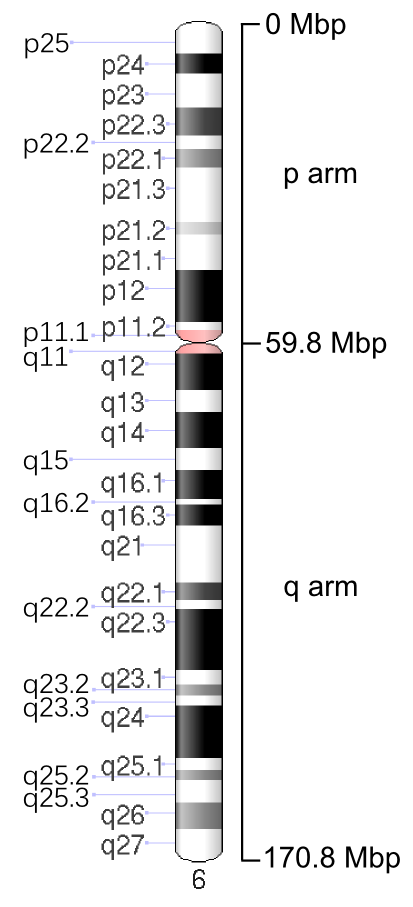
ایدئو گرام کروموزوم ۶ (انسان). MBP به معنی مگا جفت باز است. برای مشاهدهٔ دیگر منابع جایگاه کروموزومی را ببینید.

کروموزوم ۶ (انسان)، در کنار کروموزوم‌های دیگر، یکی از ۲۳ جفت کروموزوم در بشر است. انسان‌ها به روال معمول دو نسخه از این کروموزوم را دارند. کروموزوم ۶ دارای بیش از ۱۷۰ میلیون جفت باز (اجزای تشکیل‌دهندهٔ دی‌ان‌ای) است و این نشان دهندهٔ بین ۵٫۵ و ۶ درصد از کل دی‌ان‌ای در سلول‌های انسان است. این رقم شامل ژن‌های مجموعه سازگاری بافتی اصلی است؛ که در برگیرندهٔ بیش از ۱۰۰ ژن مرتبط با واکنش ایمنی، و ایفای نقش حیاتی در پیوند عضو شناخته شده‌است.
شناسایی هویت ژن‌ها در هر کروموزوم یکی از زمینه‌های فعال در پژوهش‌های ژنتیکی است. پژوهش‌گران از روش‌های مختلفی برای پیش‌بینی تعداد ژن در هر کروموزوم استفاده می‌کنند، از این رو، شمار تخمینی ژن‌ها در هر کروموزوم همیشه یک‌سان نیست. دانشمندان بر این باورند که کروموزوم ۶ به احتمال زیاد در بر گیرندهٔ بین ۲۰۰۰ و ۲۰۵۷ ژن است.
بر پایهٔ پژوهش ۲۰۰۳ که به طور کامل از توالی پروتیینی سرتاسر کروموزوم ۶ صورت گرفته، نتیجهٔ شناسایی ۱۵۵۷ ژن و ۶۳۳ توالی شبه‌ژن گزارش شده‌است.